# 볼륨 (컴퓨팅)
컴퓨터 운영 체제 환경에서, 볼륨(volume) 또는 논리 드라이브(logical drive)는 하나의 파일 시스템을 갖춘 하나의 접근 가능한 스토리지 영역으로, 일반적으로(꼭 필수는 아니지만) 하드 디스크의 단일 파티션에 상주한다. 볼륨이 물리 디스크 드라이브와 다를 수 있지만, 운영 체제의 논리 인터페이스로 접근할 수 있다. 그러나 볼륨은 파티션과는 차이가 있다.

## 볼륨과 파티션의 차이
볼륨은 파티션과는 다르다. 이를테면, 플로피 디스크는 파티션이 포함되어 있지 않음에도 볼륨으로 접근이 가능한데, 플로피 디스크는 현대의 대부분의 컴퓨터 소프트웨어를 가지고 파티셔닝이 불가능하다. 또, 운영 체제는 이와 관련된 볼륨을 인식하지 않고도 파티션을 인식할 수 있지만, 운영 체제가 그곳에 저장된 파일 시스템을 해석하지 못할 수 있다. 이를테면 윈도우 NT 기반의 운영 체제들은 리눅스에 흔히 쓰이는 ext3 파일 시스템과 같이 마이크로소프트가 아닌 OS의 파티션이 포함된 디스크를 발견할 때 이러한 상황이 발생할 수 있다.

### 예
아래의 예는 2개의 물리 하드 디스크가 있는 윈도우 XP 시스템과 관련된다. 첫 번째 하드 디스크는 2개의 파티션이 있고, 두 번째 하드 디스크는 하나의 파티션만 있다. 첫 번째 디스크의 첫 번째 파티션은 운영 체제가 포함되어 있다. 마운트 포인트는 기본값으로 둔 상태이다.
| 물리 디스크   | 파티션   | 파일 시스템 | 드라이브 문자 |
| ------------- | -------- | ----------- | ------------- |
| 하드 디스크 1 | 파티션 1 | NTFS        | C:            |
| 하드 디스크 1 | 파티션 2 | FAT32       | D:            |
| 하드 디스크 2 | 파티션 1 | FAT32       | E:            |

이 예에서
- "C:", "D:", "E:"는 볼륨이다.
- 하드 디스크 1과 하드 디스크 2는 물리 디스크이다.
- 이들 중 어떠한 것도 "드라이브"라 부를 수 있다.

## 볼륨 레이블, 볼륨 일련 번호
볼륨 레이블은 파일 시스템의 특정 볼륨에 주어지는 이름이다. FAT 파일 시스템에서 볼륨 레이블은 전통적으로 11자로 제한된다.
볼륨 일련 번호는 일반적으로 고유하며 사용자에 의해 일반적으로 변경되지 않는다. 디스크 포맷을 통해 일련 번호를 바꾸긴 하지만 다시 레이블링하지는 않는다.